# オル・ファシャヌ
オルムイワ・アンソニー・ファシャヌ（Olumuyiwa Anthony Fashanu, 2002年12月9日 - ）は、アメリカ合衆国メリーランド州ウォルドーフ出身のアメリカンフットボール選手。NFLのニューヨーク・ジェッツに所属している。ポジションはオフェンシブタックル。

## 経歴

### カレッジ
ペンシルベニア州立大学に進学し、1年目の2020年シーズンはNCAAのレッドシャツ制度により試合に出場しなかった。
2021年シーズンは9試合に出場した。
2022年シーズンはオールビッグ10セカンドチームに選出された。2023年のNFLドラフトでの上位指名候補とされていたが、アーリーエントリーせずに大学に残留した。

### ニューヨーク・ジェッツ
2024年のNFLドラフト1巡全体11位でニューヨーク・ジェッツに指名されて入団した。